# 三合镇 (城固县)
三合镇，是中华人民共和国陕西省汉中市城固县下辖的一个乡镇级行政单位。

## 行政区划
三合镇下辖以下地区：
龙王庙村、胡家湾村、秦家坝村、陈丁村、余观村、木瓜村、铁路村、黄牛咀村、西沟村和二岭沟村。